# Bataille de la Meuse
Première Guerre mondiale
Batailles
Bataille de la Fosse-à-l'Eau
La bataille de la Meuse est un affrontement qui se déroule du 25 au 29 août 1914 entre les armées françaises et allemandes avec comme enjeu le franchissement de la Meuse.
Cette bataille a lieu au début de la Première Guerre mondiale et à la suite de l’invasion de la Belgique par l’Allemagne. Elle s'inscrit dans un mouvement général de repli à la suite de la bataille des Ardennes et avant l’arrêt de l’avancée allemande à la bataille de la Marne.

## Campagne précédant la bataille
À la suite de la bataille des Frontières et en particulier de la bataille des Ardennes, les victoires allemandes en Belgique, entraînent à partir du 23 août la retraite de l'aile gauche française.
Du 24 au 26 août, les forces françaises se replient sur la Meuse, de Sassey-sur-Meuse (3e armée) à Mézières (4e armée).

## Déroulement

### Mouvements de la4earméefrançaise

#### Préparation de la bataille (24-25 août)
Le 24 août, le QG du 9e corps d'armée est à Charleville quand il reçoit, à 18 heures, l'ordre de faire sauter les ponts sur la Meuse et le Chiers dès que toutes les troupes se seront écoulées. À 20 heures, les ordres de la 4e armée prévoient un positionnement sur la rive gauche de la Meuse en aval de Mézières et sur la rive droite entre Mouzon et Stenay. La division marocaine, transportée par voie ferrée entre le 18 et le 23 août dans les Ardennes vient renforcer le 9e corps.
Le 25 août, le QG de la 4e armée est au Chesne et l'ordre est donné de passer sur la rive gauche dans le cadre du mouvement de retraite général de l'ensemble des armées du nord-est. Sur ordre du commandement du 9e corps d'armée, le colonel Drieu, du génie, fait détruire une dizaine de ponts à 14 heures et en conserve 3 intacts mais minés.

#### Franchissement de la Meuse (26-27 août)
À partir du 26 août, le 17e corps d’armée s'arrête sur la rive gauche de la Meuse dans la région de Mouzon puis combat vers Remilly-sur-Meuse, Thelonne et Autrecourt-et-Pourron.
Le 26 août à 15 heures, les premiers éléments du 12e corps de la 3e armée allemande sont aperçus et canonnés à Rocroi. Une escarmouche a également lieu à 16 heures au bois d'Harcy entre le 90e bataillon et des éléments allemands.
Les ponts du Chiers et celui de Donchery sur la Meuse n'ayant pas été détruits, les Allemands s'en emparent et progressent vers La Marfée. En outre, 2 ponts de bateaux sont mis en place par l'armée allemande.
À 19 h 50, le 9e corps d'armée reçoit l'ordre de gagner Signy-l'Abbaye afin de couvrir la gauche de la 4e armée et de garder la liaison avec la 5e armée.
Le 27 août à 7 h 45, une attaque générale allemande est lancée par la 4e armée et la retraite de la 5e armée lui fait perdre la liaison. Mais le 9e corps tient ses positions avant de se replier en bon ordre dans l'après-midi derrière le ruisseau l'Andry. Ses pertes pour cette journée s'élèvent à 120 hommes.
Les 27 et 28 août, l'ensemble de la 4e armée engage une contre-attaque sur le front Beaumont / Signy-l'Abbaye en vue de repousser les troupes allemandes derrière la Meuse, sans succès.

#### Bataille de Signy-l'Abbaye et Rethel (28-29 août)
Le 28 août, le général de Langle ordonne un repli de la 4e armée sur l'Aisne pour le 29 août. Le 9e corps d'armée a pour mission de couvrir son repli en s'établissant le 27 août sur une ligne Signy-l'Abbaye - La-Fosse-à-l'Eau, sur laquelle il doit contrer l’avancée de la 3e armée allemande. Il est engagé le 28 août dans les combats de Dommery et de la Fosse-à-l'Eau.
Le 28 août dès 3 heures, les avant-postes de la division marocaine sont attaqués par les unités de la 3e armée allemande. À 11 heures, une attaque en force à Signy-l'Abbaye déborde ses défenseurs qui sont forcés de se retirer sur Dommery, tandis que le 7e hussards garnit la lisière nord de la forêt de Signy, à cheval sur la route de Rethel.
Face à la tentative de mouvement enveloppant de l'armée allemande, le commandant du 9e corps français réagit en lançant une action en force en direction de Signy-l'Abbaye - Thin-le-Moutier et en engageant la brigade de tirailleurs de réserve. Des combats violents ont lieu à Dommery et la Fosse-à-l'Eau où la division marocaine arrête les Allemands au prix de lourdes pertes (3 000 hommes hors de combat dont 16 officiers tués). Elle  reçoit l'ordre de se replier dans la nuit avec l'ensemble du 9e corps.

### Mouvements de la5earméefrançaise
La 5e armée est positionnée sur la gauche de la 4e armée. Son repli du 27 août laisse un vide de 40 kilomètres entre elle et la 4e armée française. L'armée de von Hausen cherche à exploiter cette opportunité mais la défense du 9e corps l'en empêche.

Le 2e corps d’armée est présent dans la région de Stenay et Beaufort. Le 27 août, il engage le combat vers Cesse et Luzy. À partir du 29 août, il reprend son repli par Grandpré, Sainte-Menehould et Charmont jusque dans la région de Cheminon et Heiltz-le-Hutier.
Le 11e corps d’armée se replie par Bouillon et défend des passages de la Meuse, entre Nouvion-sur-Meuse et Remilly-sur-Meuse, du 25 au 28 août. Il se replie ensuite vers le sud, par Vendresse (le 30 août combat de Tourteron).
La 22e division d’infanterie, commandée par le général Pambet se replie sur Sedan où elle combat du 25 au 28 août.
Durant cette bataille, à la ferme de Saint-Quentin (commune de Noyers-Pont-Maugis), le 137e régiment d'infanterie français capture le colonel Hans von Oppen commandant le 28e régiment d'infanterie allemande ainsi que le drapeau du 68e régiment de réserve de la Landwher dont le 28e est dépositaire. Cependant, au cours de ces opérations, le colonel de Marolles, chef de corps du 137e, est tué comme beaucoup de ses hommes. Cette action d’éclat vaudra au 137e RI d’être décoré de la Légion d’honneur et l'inscription "LA MEUSE 1914" sera apposée sur leur drapeau.

## Bilan
Les forces françaises sont contraintes de se replier et la route vers Paris semble ouverte pour les armées allemandes. Le repli des armées françaises continue jusque sur la Marne où l'avancée allemande sera arrêtée.
Il s'agit sans conteste d'une victoire allemande. Cependant, le général Pierre Dubois juge que la forte résistance opposée par les armées françaises a joué un rôle important dans la bascule de la bataille de la Marne.

« Le bénéfice de la bataille de Signy-l'Abbaye-Rethel fut double. Elle ne fit pas seulement échouer la manœuvre enveloppante de la IIIe armée allemande, mais elle imposa en outre à celle-ci un arrêt dont l'effet devait se faire
sentir dans la bataille de la Marne. »

— Général Dubois, Deux ans de commandement sur le front de France, 1914-1916.
Les 137e et 293e régiments d'infanterie s'étant illustrés pendant cette bataille, ils voient apposée à leurs drapeaux l'inscription "La Meuse 1914".